# Премія Американського астрономічного товариства імені Н. Лейсі Пірса
Премія Американського астрономічного товариства імені Н. Лейсі Пірса
Премія ініційована на честь визначного американського астронома Ньютона Лейсі Пірса (1905—1950) (Newton Lacy Pierce), і призначена для молодих науковців (до 36 років), які досягли значних успіхів у спостережувальній астрономії. Перше вручення відбулося 1974 року.

## Лауреати премії Ньютона Лейсі Пірса
- 1996 — Райнгард Ґенцель
- 1997 — Аліса Гудмен
- 1998 — Андреа Ґез
- 2009 — Алекс Філіппенко